# Тяжёлый песок (телесериал)
«Тяжёлый песок» — телесериал по одноимённому роману Анатолия Рыбакова.
Сериал начал сниматься в 2003 году, однако съёмки вскоре прервались и были возобновлены только в 2006 году. Премьера в России состоялась на Первом канале через 5 лет после начала съёмок — в октябре 2008 года.

## Сюжет
Пролог. 2007-й год, из Базеля в Москву едет женщина по имени Ольга Львовна Рахленко — известный швейцарский врач. У неё попросили разрешения снять фильм о её семье, и она едет на киностудию с рассказом о нелёгкой судьбе её родных.
Основное действие. 1909 год. В городок Сновск из Швейцарии приезжает известный базельский врач Леон Ивановский вместе с сыном Яковом. Леон хочет показать сыну город, где родился и провёл своё детство. В Сновске Яков знакомится с Рахилью Рахленко, и молодые люди влюбляются. Отец Якова не поддерживает решение сына жениться на Рахили, так как женитьба на девушке из небогатой семьи маленького городка может помешать желанию отца сделать из сына известного врача. Здесь же в Сновске в Якова влюбляется дочь местной портнихи Зина Горобец, но её любовь так никогда не станет взаимной. В Зину, в свою очередь, безответно влюблён местный книжный лавочник — поляк Адам Голубинский. Вследствие его ненависти к Якову Ивановскому ещё предстоит сыграть свою зловещую роль в судьбе семьи.
Яков уезжает обратно домой в Базель, но обещает переписываться почти каждый день, и спустя год вернувшись в Сновск делает Рахиль предложение. После свадьбы молодожёны уезжают в Швейцарию, где Рахиль рожает сына, которого называют Лев. Тем не менее Рахиль, проживая в Базеле, испытывает ностальгию, и к тому же её окружают косые взгляды родственников и великосветских базельских друзей семьи Ивановских, а потому спустя небольшое время она вместе с сыном возвращается в Сновск.
Яков сильно скучает по своей жене и, оправдывая страхи отца, жертвует карьерой и едет к жене на Украину. Здесь молодая семья переживает трудные времена, но, несмотря на все сложности, сохраняет свою любовь. Сначала Якову придётся пережить презрительное отношение семьи Рахили к себе — привыкший к роскоши, он с трудом приспосабливается к жизни в украинской деревне и постоянно подвергается насмешкам старшего брата Рахили — Иосифа. Работать сапожником у него не получается, и отец Рахиль Авраам Матвеевич Рахленко через жену своего друга Кусиела Плоткина, кокетливую Риву, пристраивает его в мясную лавку. Когда начинается Первая мировая война, Якова не призывают на фронт, хотя он готов идти сражаться за Россию — как потенциальному немцу путь на фронт ему заказан. Он остро переживает это, но любовь Рахили сглаживает его переживания. За это время у него рождается ещё один ребёнок, Люба, а в 1920-е годы семья Ивановских-Рахленко обзаводится ещё двумя детьми: сыном Генрихом и дочерью Диной.
Наступают 1930-е годы, НЭП закончился, и Яков отныне работает на мебельной фабрике главным бухгалтером. Ивановские — уважаемая в городе семья. Однажды в неторопливый уклад сновской жизни врывается невероятное событие — концерт великого скрипача Гринберга. Уроженец этих мест, он спустя годы решает навестить родной город. Вместе с музыкантом приезжают его жена, итальянская оперная звезда Изабель Бендетти, а также друг — грузинский художник. Что-то магическое и необъяснимое вспыхивает между Котэ и Рахилью. Тем временем подросший старший сын Ивановских Лёва уезжает в Чернигов в надежде сделать большую партийную карьеру. Лёва влюбляется в Елену и становится отцом для дочери Елены Моисеевны Олечки, но их счастье недолго — на дворе 1937 год, и над Еленой Моисеевной и Лёвой нависает угроза ареста. Чтобы избежать позора и публичного судилища, Елена уговаривает Льва покончить жизнь самоубийством. Маленькой Олечке и её нянечке Анне Егоровне ничего не остаётся, как поехать в Сновск и просить приюта у семьи Ивановских. Вначале Рахиль подчёркнуто холодна к приёмной внучке — ведь это из-за её матери погиб её старший сын, кроме того, ещё раньше Елена Моисеевна демонстративно отказала в помощи по делу Якова Ивановского, но со временем её сердце оттаивает. Анна Егоровна устраивается учительницей в местную школу.
Яков Ивановский арестован — репрессии 1937 года добрались и до Сновска. Определённая Якову государством адвокат Велембицкая фактически бездействует. Продав из дома последние вещи, Рахиль решает нанять известного адвоката из Чернигова — Сергея Терещенко, который в юности был безнадёжно влюблён в Рахиль. Повернув линию защиты, Сергей подаёт суду дело как хозяйственное, доказав, что те, кто написал донос на Якова, сами являются ворами и расхитителями. Яков оправдан — Рахиль благодарит Сергея. В Сновск вместе с Генрихом Ивановским приезжает Герой Советского Союза лётчик Соколов, и юная Дина Ивановская узнаёт, что такое любовь с первого взгляда.
1941 год. Рахиль и Яков празднуют 30-летие своей свадьбы. Приехавшая из Ленинграда в родной город старшая дочь Ивановских Люба знакомит семью со своим мужем архитектором Владимиром Толмачёвым и их сыном Игорем, который оставлен в Сновске погостить на лето. Они счастливы в окружении детей и внуков. Лётчик Соколов ухаживает за Диной. Они прощаются на рассвете 22 июня 1941 года, Вадим обещает через год обязательно за ней вернуться.
Осенью 1941 года в Сновск входят немцы. Всё еврейское население города переселяется в гетто. Пытаясь спасти свою жизнь, Адам Голубинский идёт служить к немцам и становится начальником ВС (вспомогательной полиции) Сновска, а жаждущий власти и комфорта брат Рахили и старший сын Авраама Иосиф Рахленко возглавляет юденрат. Каждый вынужден сделать свой выбор. Рушатся семьи и судьбы. Малодушие соседствует с отвагой, а предательство с мужеством. Судьба маленькой Олечки снова висит на волоске. У неё на глазах казнят Анну Егоровну — русскую няню, которая спасала её ценой собственной жизни. Давний друг и сосед Ивановских Иван Карлович ручается перед немцами за Якова, и того берут на работу кладовщиком в депо. Появляется призрачная надежда на спасение всей семьи. Действия немецкой армии переходят в решительную фазу. Невестка Фриды, подруги Рахиль, готовится родить ребёнка, но по законам рейха подобное карается смертной казнью. Ребёнок вместе с матерью гибнет от автоматной очереди, едва родившись. Кроме того, партизаны становятся свидетелями массовых расстрелов в соседней деревне. Очевидно, что следующими жертвами будут жители Сновска. Дина просит дядю Иосифа помочь в передаче оружия в гетто, но тот угрожает своей племяннице разоблачением, и та в отчаянии убивает его, после чего сама гибнет от пули полицая. Партизаны крадут оружие с немецкого склада.
Пытаясь избежать массового расстрела людей, Яков Ивановский сознаётся Ле Курту, что это он пустил партизан в депо. Комендант Сновска оберштурмбанфюрер СС Штальбе рвёт и мечет — он приказывает казнить всех, причастных к диверсии. На центральной площади Сновска на глазах у Рахили казнят её мужа Якова, Ивана Карловича, соседей и друзей Ивановских семью белорусов Сташенков. Потерявшая дочь и мужа Рахиль поднимает гетто на восстание, в разгар которого она приказывает внукам Олечке и Игорьку бежать по деревенской дороге в соседнее село. Дети успевают спастись, восстание жестоко подавлено — Рахиль и её престарелый отец Авраам гибнут.
Эпилог. Ольга Львовна рассказывает зрителю, чем закончилась история их семьи — выжить удалось только ей и её двоюродному брату Игорю. Мать Игоря Люба Ивановская умерла от голода в ленинградскую блокаду, и воспитанием детей занялся Владимир Толмачёв — ещё несколько лет после войны он искал детей по всему СССР. Генрих Ивановский погиб в небе над родным городом, Вадим Соколов остался жив, получил вторую Звезду Героя, но так и не женился, сохранив память о Дине. Дожив до начала 1990-х годов и работая врачом в ленинградской больнице, Оля узнала о том, что Эльфрида (её прабабушка) завещала своим потомкам половину состояния семьи Ивановских при одном условии — они должны ответить на вопрос о том, как в семье называли маленького Лёву (приёмного отца Оли). Только Оля из всех оставшихся на тот момент в живых знала правильный ответ — Абрикосик. Она уехала в Швейцарию и унаследовала клинику своего прадеда Леона Ивановского. Так случилось, что она единственная, кто в семье Ивановских-Рахленко продолжил врачебную династию — младший сын Ивановских Марк стал автогонщиком. В финале сообщается, что место захоронения Рахили так и не найдено, а также что в местных сновских лесах то и дело в сильную жару появляется её лик, как знак благословения влюблённым.

## В ролях
- Ирина Лачина — Рахиль Рахленко
- Алика Смехова — Рива Плоткина, жена Кусиела Плоткина (6, 12, 14 и 16)
- Ольга Будина — Елена Моисеевна, жена Льва (8-9, 11 и 16)
- Ирина Бразговка — Эльфрида Ивановская, немка, мать Якова
- Александр Арсентьев — Яков Ивановский
- Юрий Цурило — Авраам Рахленко, отец Рахили
- Эммануил Виторган — Леон Ивановский, отец Якова
- Нелли Уварова — Дина, дочь Рахили
- Дмитрий Харатьян — Вадим Соколов, лётчик, Герой Советского Союза
- Надежда Бахтина — Фрида, подруга Рахили
- Юрий Соломин — Андрей Михайлович Дольский, адвокат
- Михаил Ефремов — Сергей Терещенко, адвокат
- Олег Масленников-Войтов — Лев Ивановский, старший сын Рахили и Якова
- Владимир Вдовиченков — Володя, муж Любы
- Светлана Немировская — Сара
- Елена Смирнова — Мадам Горобец, портниха
- Марина Яковлева — Катруся
- Лариса Удовиченко — пани Ядвига Янжвецкая, хозяйка гостиницы
- Анна Горшкова — Зина Горобец, дочь портнихи
- Валерий Закутский — Адам Голубинский
- Александр Лазарев — Ле Курт, немецкий дирижёр, ставший фашистским офицером
- Марина Швыдкая — Анна Егоровна, домработница Льва
- Андрей Смирнов — Иван Карлович Краузе, немец, инженер ж/д депо
- Марк Розовский — Орёл, аптекарь
- Борис Львович — Кусиел Плоткин, хозяин мясной лавки
- Вадим Жук — Хаим Ягудин, ветеран русско-турецкой войны
- Александр Резалин — Иосиф Рахленко, старший сын Авраама, брат Рахили
- Александр Хованский — Михаил Рахленко, средний сын Авраама, брат Рахили
- Валерия Арланова — Галина Сташенок
- Юлия Кадушкевич — Оксана Сташенок, дочка
- Иван Стебунов — Генрих Ивановский, сын Рахили
- Тинатин Гватуа — Рахиль (в детстве)
- Юрий Яковлев — Лёва, сын Якова и Рахили, в юности
- Полина Лунегова — Люба, дочь Якова и Рахили, в детстве
- Владимир Ширяев
- Михаил Котелов — Романюк
- Дмитрий Ситковецкий — Гринберг, скрипач
- Флоранс Хворостовская — Изабель, певица
- Ефим Александров — Наум Шмулензон, представитель областной филармонии
- Ксения Лаврова-Глинка — Люба Ивановская, старшая дочь Рахили и Якова
- Марина Ширшикова — Нина
- Александр Лырчиков — Натан (1-3 серии)
- Владимир Юматов — Штальбе, немецкий офицер, оберштурмбаннфюрер СС, комендант города Сновска
- Ольга Яковлева — Ольга Львовна (озвучивание — Ирина Муравьёва)

## Съёмочная группа
- Генеральный продюсер: Дмитрий Барщевский
- Режиссёры-постановщики: Антон Барщевский, Дмитрий Барщевский
- Сценарий: Наталья Виолина, Леонид Зорин
- Креативный продюсер: Дарья Виолина
- Оператор: Красимир Костов
- Композитор: Александр Журбин
- В фильме использованы музыкальные треки из музыкального культурологического проекта Ефима Александрова «Песни еврейского местечка»
- Главный художник-постановщик: Евгений Питенин, Сергей Бржестовский
- Монтаж: Сергей Павловский

## Награды
- 4 октября 2009 года — ГРАН ПРИ Международного кинофестиваля в Марбелье.
- 2009 — кинопремия «Золотой орёл» в номинации «Лучший телевизионный сериал (более 10 серий)».